# مرتضی یکه
مرتضی یکه (فارسی: مرتضی یکّه) یک بازیکن فوتبال اهل ایران است. وی در محله بوذرجمهری تهران به دنیا آمده و در تیم ملی فوتبال ایران بازی کرده‌است.

## دوران حرفه‌ای
یکه فوتبال را زیر نظر امیر ابوطالب آغاز کرد و به یکی از برترین مهاجمان دهه ۶۰ فوتبال ایران تبدیل شد و به عضویت تیم ملی درآمد. او جزو ۱۴ نفری بود که در سال ۶۵ و هنگام بازی‌های آسیایی ۱۹۸۶ در اعتراض به کادر فنی تیم ملی، از این تیم استعفا داد. پس از این استعفا او دیگر به تیم ملی برنگشت.
یکه در سال ۱۹۸۸ با عقد قرارداد ۵ هزار دلاری به تیم محمدان بنگلادش پیوست و زیر نظر ناصر حجازی مربی این تیم به فوتبالش ادامه داد. وی با به ثمر رساندن ۸ گل در مسابقات جام بوردلو و میلز هندوستان، ضمن کسب عنوان آقا گلی سهم بزرگی در قهرمانی‌های تیم استقلال در این مسابقات داشت.
یکه در اولین لیگ فوتبال ایران بعد از انقلاب یکی از پایه‌گذاران قهرمانی استقلال بود و با ۱۰ گل زده دومین گل زن فصل در استقلال بود. وی در آخرین بازی مرحله مقدماتی لیگ قدس مقابل استقلال انزلی هت‌تریک کرد غافل از این‌که این آخرین حضور در استقلال است.

## افتخارات

### به عنوان بازیکن

##### محمدان
- لیگ بنگلادش: ۸۹–۱۹۸۸

##### استقلال
- لیگ ایران: ۶۹–۱۳۶۸
- جام بوردولوی: ۱۹۸۹
- جام میلز: ۱۹۸۹